# マスタリー (2014年生の競走馬)
マスタリー (Mastery) はアメリカ合衆国の競走馬、種牡馬。主な勝ち鞍はロスアラミトスフューチュリティ（2016年）、サンフェリペステークス（2017年）、ボブホープステークス（2016年）。

## 現役時代
- 特記事項なき場合、本節の出典はEQIBASE[2]

カリフォルニアクロームが制した2014年のケンタッキーダービー当日の5月3日に誕生。2015年9月のキーンランド1歳馬セールに上場され、Cromwell Bloodstockによって42万5000ドルで落札された。
2016年10月にサンタアニタ競馬場でデビューし、2戦目ボブホープステークスをも勝って2戦2勝として出走したロスアラミトスフューチュリティではレース史上最大の着差となる7馬身4分の1差で圧勝し、無傷の3連勝で初G1制覇を飾った。
2017年初戦のサンフェリペステークスも6馬身4分の3差で圧勝し、牡馬クラシック戦線の最有力馬としての地位を確固たるものにしたと思われたが、入線後約50ヤードの地点で鞍上のマイク・スミスが異変を察知して下馬。X線撮影が行われた結果、左前脚顆部に重度の骨折が判明し、手術が行われた。
手術から3ヶ月後の6月13日に現役引退、種牡馬入りが発表された。キャリア4戦で2着馬に付けた着差の合計は19馬身2分の1に達した。ボブ・バファート調教師は「彼の故障には今も落胆しています。圧倒的な走りでアメリカンファラオと同じ道を歩もうとしていたのに」と、厩舎の先輩である三冠馬を引き合いに出して早すぎる引退を惜しんだ。

## 競走成績
以下の内容は、Equibaseの情報に基づく。
| 出走日     | 競馬場         | 競走名                         | 格 | 距離   | 着順 | 騎手          | 着差     | 1着（2着）馬           |
| ---------- | -------------- | ------------------------------ | -- | ------ | ---- | ------------- | -------- | ---------------------- |
| 2016.10.22 | サンタアニタ   | 未勝利                         |    | ダ6f   | 1着  | R. ベハラーノ | 4馬身1/4 | （Sheer Flattery）     |
| 0000.11.19 | デルマー       | ボブホープステークス           | G3 | ダ7f   | 1着  | M. スミス     | 1馬身1/4 | （California Diamond） |
| 0000.12.10 | ロスアラミトス | ロスアラミトスフューチュリティ | G1 | ダ8.5f | 1着  | M. スミス     | 7馬身1/4 | （Irap）               |
| 2017.03.11 | サンタアニタ   | サンフェリペステークス         | G2 | ダ8.5f | 1着  | M. スミス     | 6馬身3/4 | （Iliad）              |

## 種牡馬時代
2018年からクレイボーンファームにて供用が開始された。初年度の種付け料は2万5000ドルに設定された。
2023年に北海道新ひだか町のレックススタッドが購入し、2024年度より日本での種牡馬生活に入る。種付け料は120万円と発表された。
主な産駒
- ミッドナイトメモリーズ（ゼニヤッタS）
- サプライジングリー（エンデヴァーS）
- アラビアンガゼルス（UAEオークス2着）

## 血統表
| マスタリーの血統           | マスタリーの血統                                      | マスタリーの血統                                      | （血統表の出典）                                      | （血統表の出典） |
| 父系                       | ミスタープロスペクター系                              | ミスタープロスペクター系                              | ミスタープロスペクター系                              | [ § 2 ]          |
| 父 Candy Ride 1999 鹿毛    | 父の父Ride the Rails 1991 黒鹿毛                      | Cryptoclearance                                       | Fappiano                                              | Fappiano         |
| 父 Candy Ride 1999 鹿毛    | 父の父Ride the Rails 1991 黒鹿毛                      | Cryptoclearance                                       | Naval Orange                                          |                  |
| 父 Candy Ride 1999 鹿毛    | 父の父Ride the Rails 1991 黒鹿毛                      | Herbalesian                                           | Herbager                                              | Herbager         |
| 父 Candy Ride 1999 鹿毛    | 父の父Ride the Rails 1991 黒鹿毛                      | Herbalesian                                           | Alanesian                                             |                  |
| 父 Candy Ride 1999 鹿毛    | 父の母Candy Girl 1990 栗毛                            | Candy Stripes                                         | Blushing Groom                                        | Blushing Groom   |
| 父 Candy Ride 1999 鹿毛    | 父の母Candy Girl 1990 栗毛                            | Candy Stripes                                         | *バブルカンパニー                                     |                  |
| 父 Candy Ride 1999 鹿毛    | 父の母Candy Girl 1990 栗毛                            | City Girl                                             | Farnesio                                              | Farnesio         |
| 父 Candy Ride 1999 鹿毛    | 父の母Candy Girl 1990 栗毛                            | City Girl                                             | Cithara                                               |                  |
| 母 Steady Course 2001 栗毛 | 母の父Old Trieste 1995 栗毛                           | A.P. Indy                                             | Seattle Slew                                          | Seattle Slew     |
| 母 Steady Course 2001 栗毛 | 母の父Old Trieste 1995 栗毛                           | A.P. Indy                                             | Weekend Surprise                                      |                  |
| 母 Steady Course 2001 栗毛 | 母の父Old Trieste 1995 栗毛                           | Lovlier Linda                                         | Vigors                                                | Vigors           |
| 母 Steady Course 2001 栗毛 | 母の父Old Trieste 1995 栗毛                           | Lovlier Linda                                         | Linda Summers                                         |                  |
| 母 Steady Course 2001 栗毛 | 母の母Steady Cat 1993 鹿毛                            | Storm Cat                                             | Storm Bird                                            | Storm Bird       |
| 母 Steady Course 2001 栗毛 | 母の母Steady Cat 1993 鹿毛                            | Storm Cat                                             | Terlingua                                             |                  |
| 母 Steady Course 2001 栗毛 | 母の母Steady Cat 1993 鹿毛                            | Hopespringsforever                                    | Mr. Prospector                                        | Mr. Prospector   |
| 母 Steady Course 2001 栗毛 | 母の母Steady Cat 1993 鹿毛                            | Hopespringsforever                                    | Hopespringseternal                                    |                  |
| 母系(F-No.)                | (FN:16-g)                                             | (FN:16-g)                                             | (FN:16-g)                                             | [ § 3 ]          |
| 5代内の近親交配            | Mr. Prospector 5×4 = 9.38%、Secretariat 5 × 5 = 6.25% | Mr. Prospector 5×4 = 9.38%、Secretariat 5 × 5 = 6.25% | Mr. Prospector 5×4 = 9.38%、Secretariat 5 × 5 = 6.25% | [ § 4 ]          |
| 出典                       | 1. 2. 3. 4.                                           | 1. 2. 3. 4.                                           | 1. 2. 3. 4.                                           | 1. 2. 3. 4.      |

- 3代母ホープスプリングスフォーエバー(Hopespringsforever)は名種牡馬ミスワキの全妹[4]。